# Jamaica (Vermont)
Jamaica és una població dels Estats Units a l'estat de Vermont. Segons el cens del 2000 tenia 946 habitants.

## Demografia
Segons el cens del 2000, Jamaica tenia 946 habitants, 416 habitatges, i 245 famílies. La densitat de població era de 7,4 habitants per km².
Dels 416 habitatges en un 27,9% hi vivien nens de menys de 18 anys, en un 50% hi vivien parelles casades, en un 6,3% dones solteres, i en un 40,9% no eren unitats familiars. En el 30% dels habitatges hi vivien persones soles el 10,6% de les quals corresponia a persones de 65 anys o més que vivien soles. El nombre mitjà de persones vivint en cada habitatge era de 2,27 i el nombre mitjà de persones que vivien en cada família era de 2,88.
Per edats la població es repartia de la següent manera: un 22,3% tenia menys de 18 anys, un 6% entre 18 i 24, un 31,7% entre 25 i 44, un 26,7% de 45 a 60 i un 13,2% 65 anys o més.
L'edat mediana era de 38 anys. Per cada 100 dones de 18 o més anys hi havia 109,4 homes.
La renda mediana per habitatge era de 34.917 $ i la renda mediana per família de 43.333 $. Els homes tenien una renda mediana de 26.818 $ mentre que les dones 23.417 $. La renda per capita de la població era de 22.052 $. Entorn del 5,6% de les famílies i el 10,1% de la població estaven per davall del llindar de pobresa.